# Слово польське (Львів)
Слово Польське (пол. Słowo Polskie) — польський часопис, що видавався з 1895 до серпня 1946 року у Львові.
Перший номер часопису «Слово Польське» Станіслав Щепановський видав 1895 році. Друкарня розташовувалася на вул. Хоронщизни (нині — вулиця Чайковського), а редакція — на вул. Зиморовича, 15 (нині — вулиця Дудаєва). Головною перевагою цього львівського періодичного видання було те, що новини не передруковувались із інших газет, а надходили безпосередньо з місця події телефоном або телеграфом, найчастіше з Відня. В газеті в 1902 році була надрукувана частина роману Владислава Реймонта «Селяни» (пол. Chłopi). 1924 року за роман «Селяни» Владислав Реймонт отримав Нобелівську премію з літератури. Часопис був популярним серед представників Національно-демократичної партії, яку підтримували промисловці, торговці, приватні чиновники і духовенство, а також серед польської молоді Львова. Читачі підтримували «Слово Польське» з ідеологічних, патріотичних та національних міркувань. Особливого шарму часопису надавали статті і вірші і відомого львівського поета Яна Заградніка.
Головним редактором цього часопису був нафтовий магнат Вацлав Вольський (з 1863 до 1922 рік). Він не лише фінансував газету, але й друкував власні статті, переважно патріотичної тематики. 1918 року Вацлав Вольський брав активну участь у обороні Львова. Дружина Вацлава — Мариля Вольська та їхня дочка Беата Вольська теж друкували власні вірші у цьому часописі.
Упродовж 1895—1902 років редактором часопису був Станіслав Россовський. З 1902 по 1915 рік головним редактором газети був Зигмунт Василевський. За його керівництва часопис став ще популярнішим. Його статті розглядали досить важливі питання. Але на жаль на нагальні місцеві проблеми редакція майже не звертала уваги. Зигмунд Василевський виховав цілу плеяду відомих журналістів, таких як Тадеуш Опіол, Ієронім Вежиньський, Вітольд Транд та Єжи Бандровський.
В часописі друкувався відомий польський літератор Ян Каспарович. В літературному розділі дебютували Мар'ян Промінський і Корнель Макушинський, Ян Заграднік — у розділі образотворчого мистецтва і театру. Він майже щоденно друкував на шпальтах часопису сатиричні вірші. 1921 року головним редактором став Вацлав Мейбаум, а у 1923 році Станіслав Грабський, а незадовго до травневого перевороту Роман Кордис, а видавцем часопису став Владислав Кухарський. Після виборів до Сейму «Слово Польське» тимчасово припинило свою діяльність. Після травневого перевороту 1926 року та встановлення диктатури Юзефа Пілсудського керівництво Національної партії було заарештовано. Редакція газети «Слово Польське» під керівництвом Олександра Грабського та незмінного редактора Вільгельма Антонія Скжичинського, змінює редакційну політику і починає підтримувати політику правлячої влади Польщі — режим „санації“.
Під час німецької окупації часопис «Слово Польське», видавався підпільно. Останній номер газети був виданий у серпні 1946 року. Потім після примусової депортації польського населення зі Львова, «Слово Польське» почало видаватися у Вроцлаві.